# Peter Fuchs (Bildhauer)

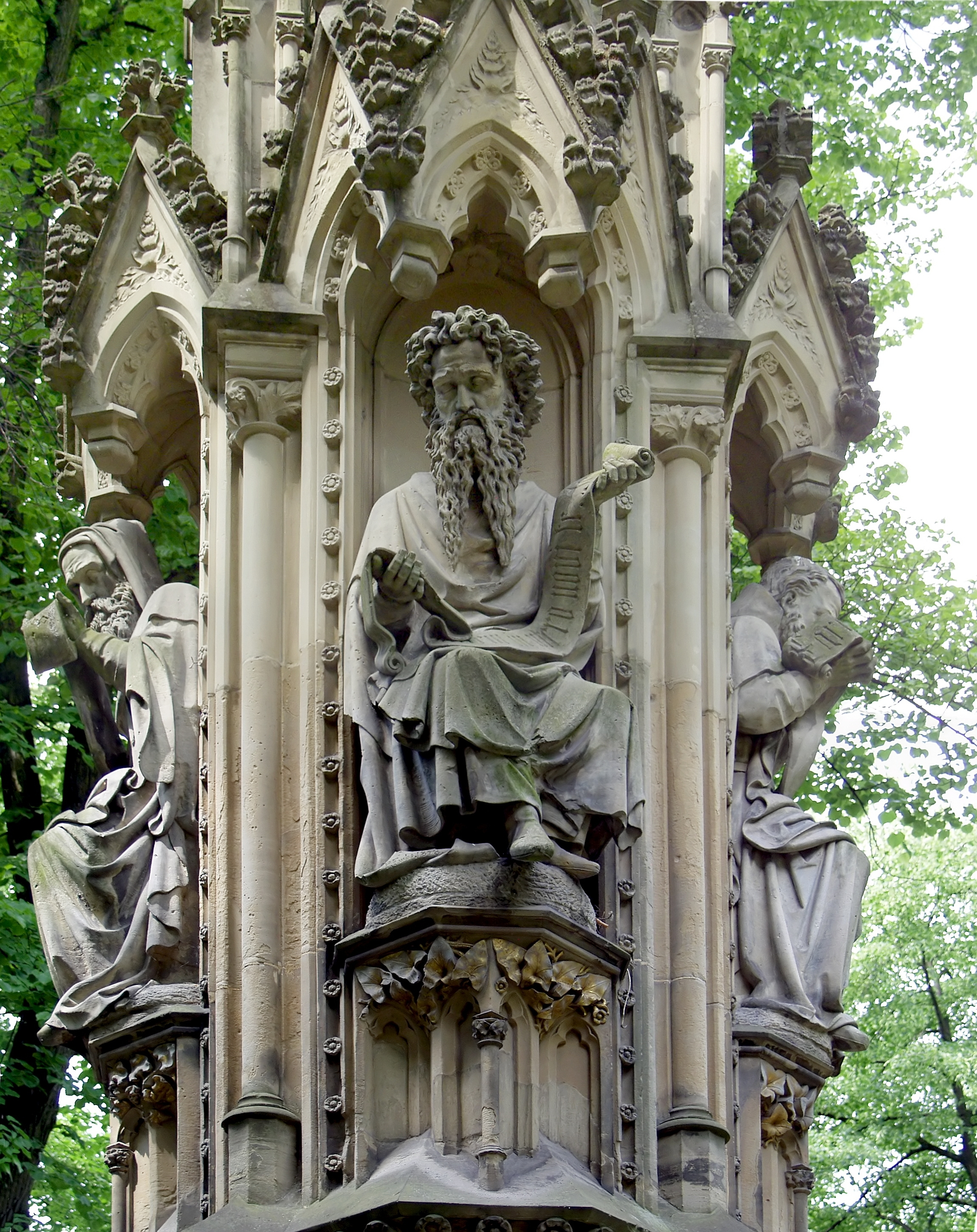
Köln, Mariensäule: Jeremia

Peter Dominicus Fuchs (* 27. September 1829 in Köln; † 31. Juli 1898 ebenda) war ein deutscher Bildhauer, der als Dombildhauer eine Vielzahl von Skulpturen im neugotischen Stil für den Kölner Dom schuf.

## Leben und Wirken
Von 1844 bis 1849 lernte Peter Fuchs das Steinmetz-Handwerk in der Dombauhütte Köln. Anschließend ging er auf Wanderschaft und arbeitete unter anderem beim Neubau der Nikolaikirche in Hamburg. Nach seiner Rückkehr wurde er Mitarbeiter im Kölner Studio von Vincenz Statz.
Von 1851 bis 1854 arbeitete er in Speyer beim Bildhauer Gottfried Renn (1818–1900) sowie in Frankfurt am Main bei Eduard Schmidt von der Launitz (1797–1869) und Eduard Jakob von Steinle.
1855 kehrte er nach Köln zurück und schuf eine Reihe von Denkmalfiguren wie die Gruppe der vier großen Propheten (1858) für die Mariensäule auf dem Gereonsdriesch nach einem Entwurf von Vincenz Statz und die lebensgroßen Statuen der Heiligen Dionysius und Reinhold (1866–1871) für die Westwand von St. Mauritius.
Fuchs fand seine Lebensaufgabe ab 1865 in der Schaffung von ungefähr 700 Skulpturen für den Kölner Dom nach dem von Sulpiz Boisserée konzipierten Bildprogramm. Diese finden sich an den Säulen und Wänden des südlichen Querschiffs (1866–1872), der Westtürme (1871), des Westportals und des Nordportals (1879–1881) sowie des Petersportals (1881). Gipsmodelle, nach denen Restaurierungen im 20. Jahrhundert möglich wurden, sowie Vorzeichnungen für geplante, aber nicht ausgeführte Skulpturen (1879–1880) werden im Dombauarchiv verwahrt.

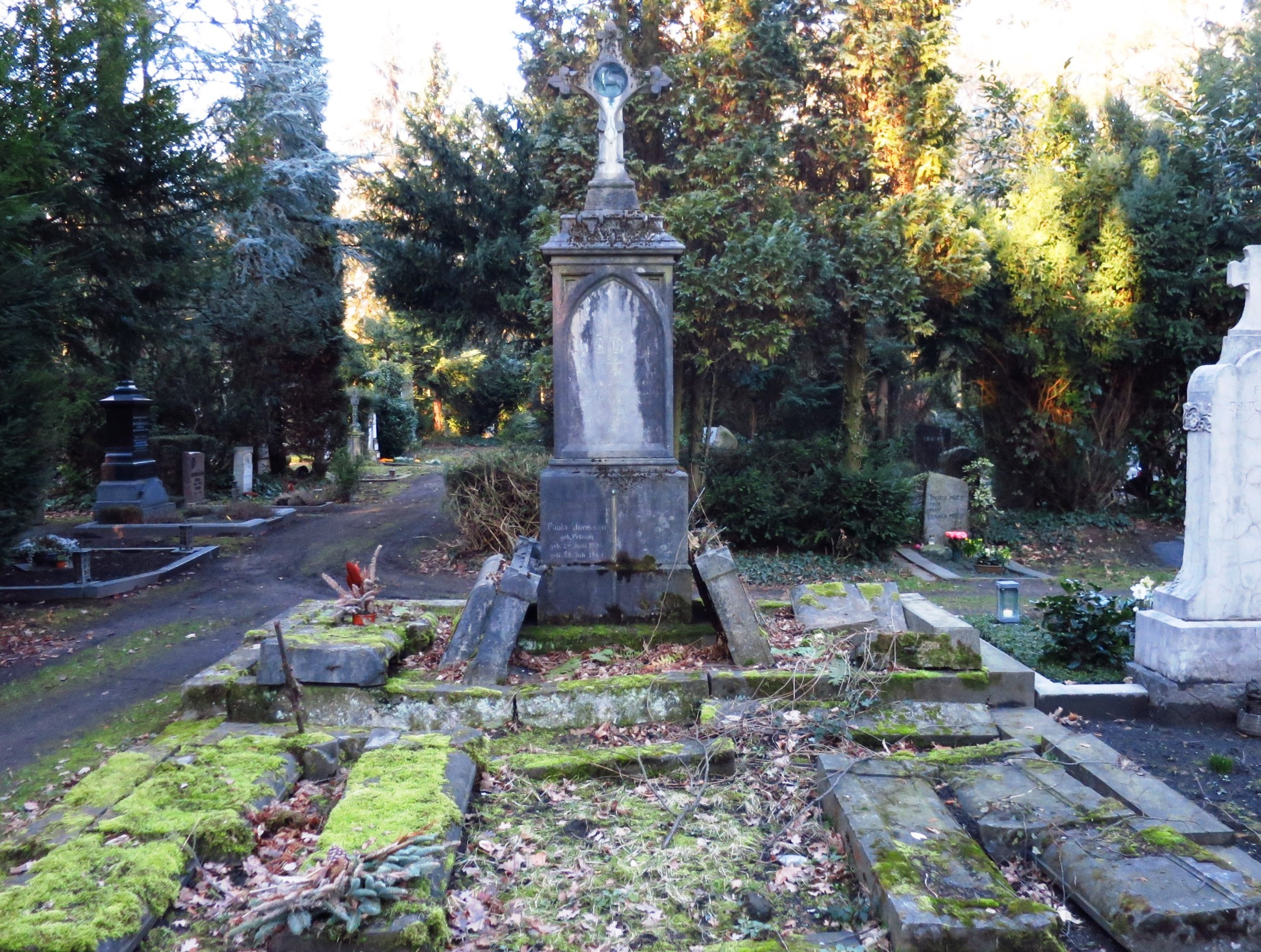
Grabstätte der Familie Berger/Fuchs (Februar 2019)

Fuchs’ Stil ist beeinflusst von den Nazarenern, aber auch von der zeitgenössischen deutschen Bildhauerei des monumentalen Stils.
Seine von Josef Louis, Köln, gegossenen bronzenen Türflügel an den Westportalen des Bremer Doms (1895–1898) lassen als Vorbilder Lorenzo Ghibertis Paradies-Portale am Baptisterium San Giovanni in Florenz und die Holztür von St. Maria im Kapitol erkennen, aber auch den Einfluss der Beuroner Kunstschule.
Peter Fuchs starb am 31. Juli 1898 im Alter von 68 Jahren und wurde auf dem Kölner Melaten-Friedhof in der Grabstätte der Familie seiner Frau Wilhelmine geborene Berger (Lit. R, zwischen Lit. D+E) beigesetzt.

## Arbeiten im öffentlichen Raum

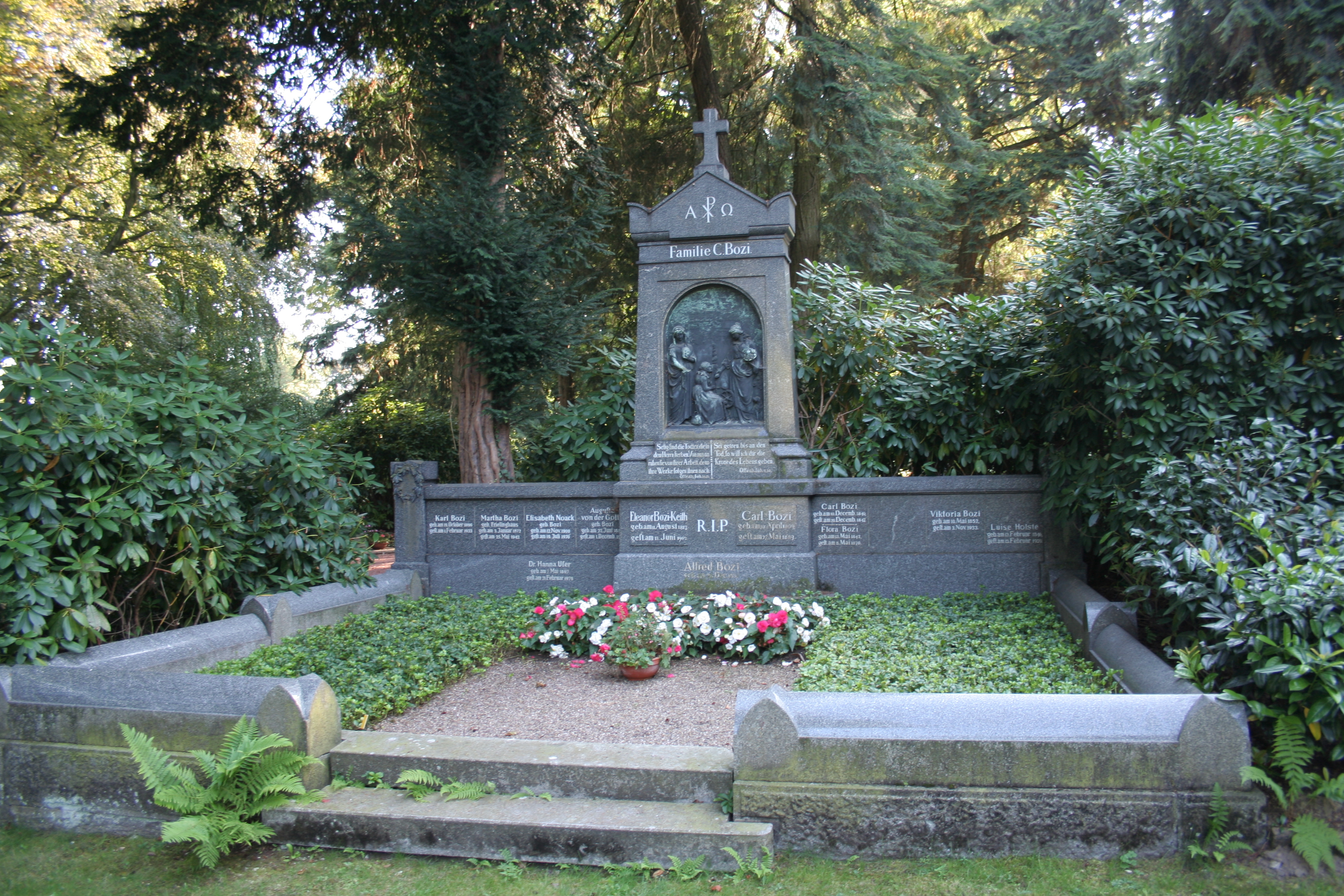
Grabstätte Bozi auf dem Bielefelder Johannisfriedhof

- Grabstätte Bozi auf dem Bielefelder JohannisfriedhofAachen: 6 Statuen am Portal der Marienkirche
- Bad Hönningen, Schloss Arenfels
  - Gottfried-von-Bouillon-Statue
  - Richard-Löwenherz-Statue
  - Jungfrau-von-Orléans-Statue
- Beetzendorf: Kreuz auf dem Friedhof der Familie von der Schulenburg[2]
- Bielefeld: Grabmal Bozi auf dem Johannisfriedhof (1890)Tür am Bremer Dom
- Bremen: Portale am Bremer Dom

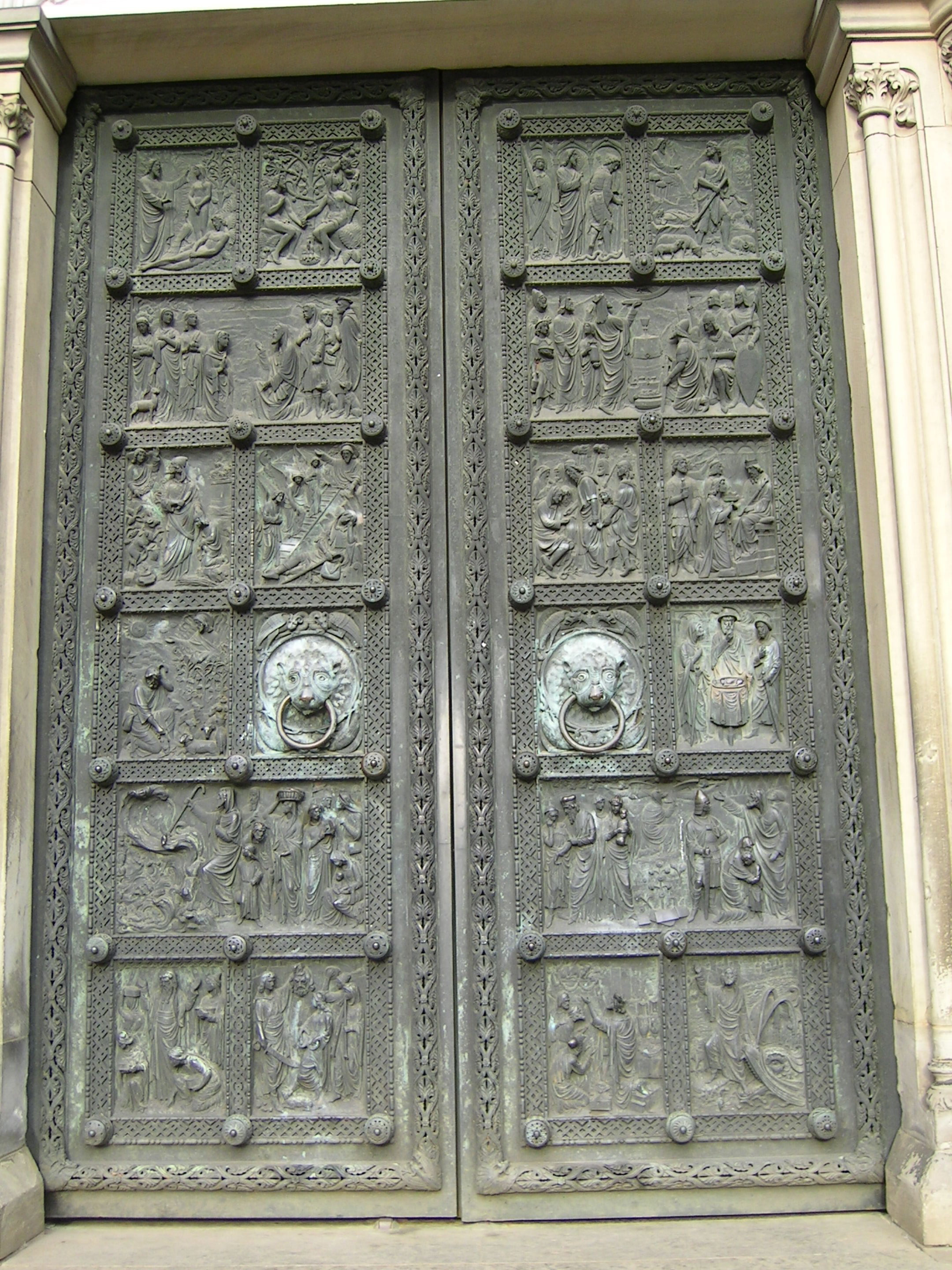
Tür am Bremer Dom

- Dortmund-Brünninghausen: Kriegerdenkmal für die Gefallenen von 1870/71
- Koblenz: Relief über dem Portal der St.-Kastor-Kirche, 4 Propheten-Statuen im Mittelschiff
- Köln
  - 4 große Propheten an der Mariensäule
  - Pfarrkirche St. Mauritius: St. Dionysius und St. Reinhold
  - Dom: Reliefs und Statuen
  - am Dom: Petrusbrunnen („Drüje Pitter“) 1870
- Hannover: Statuen des Moses und des Isaias am nördlichen Querhausportal der Christuskirche in Hannover (um 1860)[3]
- Königswinter: Kaiser-Standbilder an der Südfassade der Drachenburg
- Viersen-Dülken: Madonna auf der Mariensäule (um 1858)